# San Francisco
San Francisco is een stad in de Amerikaanse staat Californië en het hart van de San Francisco Bay Area. San Francisco is de vierde stad van Californië, na Los Angeles, San Diego en San Jose. Het is tevens de enige stad in Californië die samenvalt met een county: officieel heet ze dan ook City and County of San Francisco.
De stad, die 881.549 inwoners telt, ligt op het schiereiland van San Francisco dat de Stille Oceaan van de Baai van San Francisco scheidt. De agglomeratie waarvan San Francisco het centrum is bestaat uit de steden San Jose, San Francisco, Oakland en Berkeley. Met ruim 7 miljoen inwoners is het de op vier na grootste agglomeratie in de Verenigde Staten. Alleen New York, Los Angeles, Chicago en Washington D.C.-Baltimore zijn grotere agglomeraties.
Kenmerkend aan San Francisco zijn haar steile heuvels, de frisse zomers en de mist. Symbolen van de stad zijn de Golden Gate Bridge, Alcatraz, Chinatown, de Transamerica Pyramid en de kabeltrams. Ook de homowijk Castro geniet internationale bekendheid.

## Geschiedenis

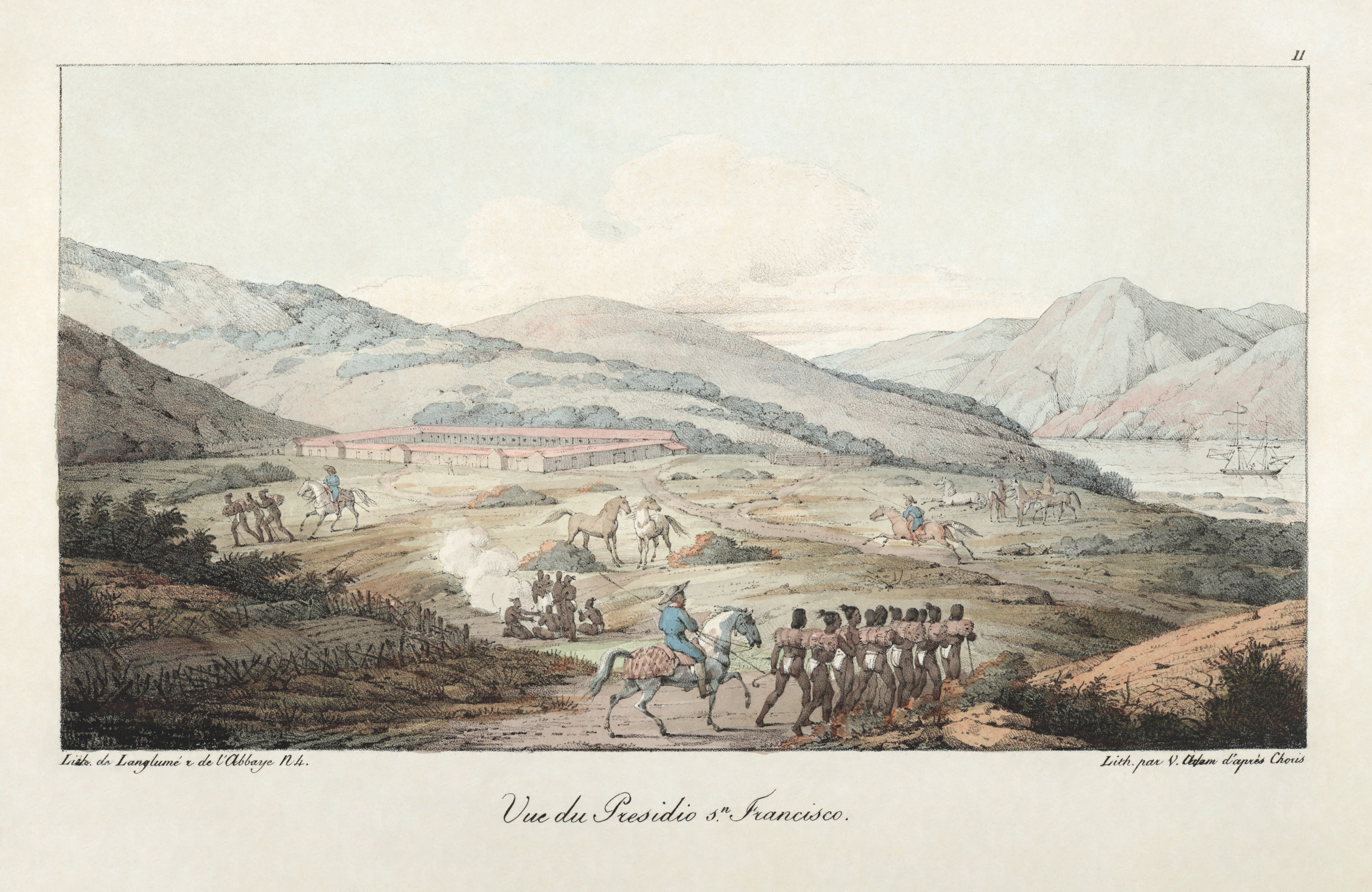
Het Presidio van San Francisco in 1822

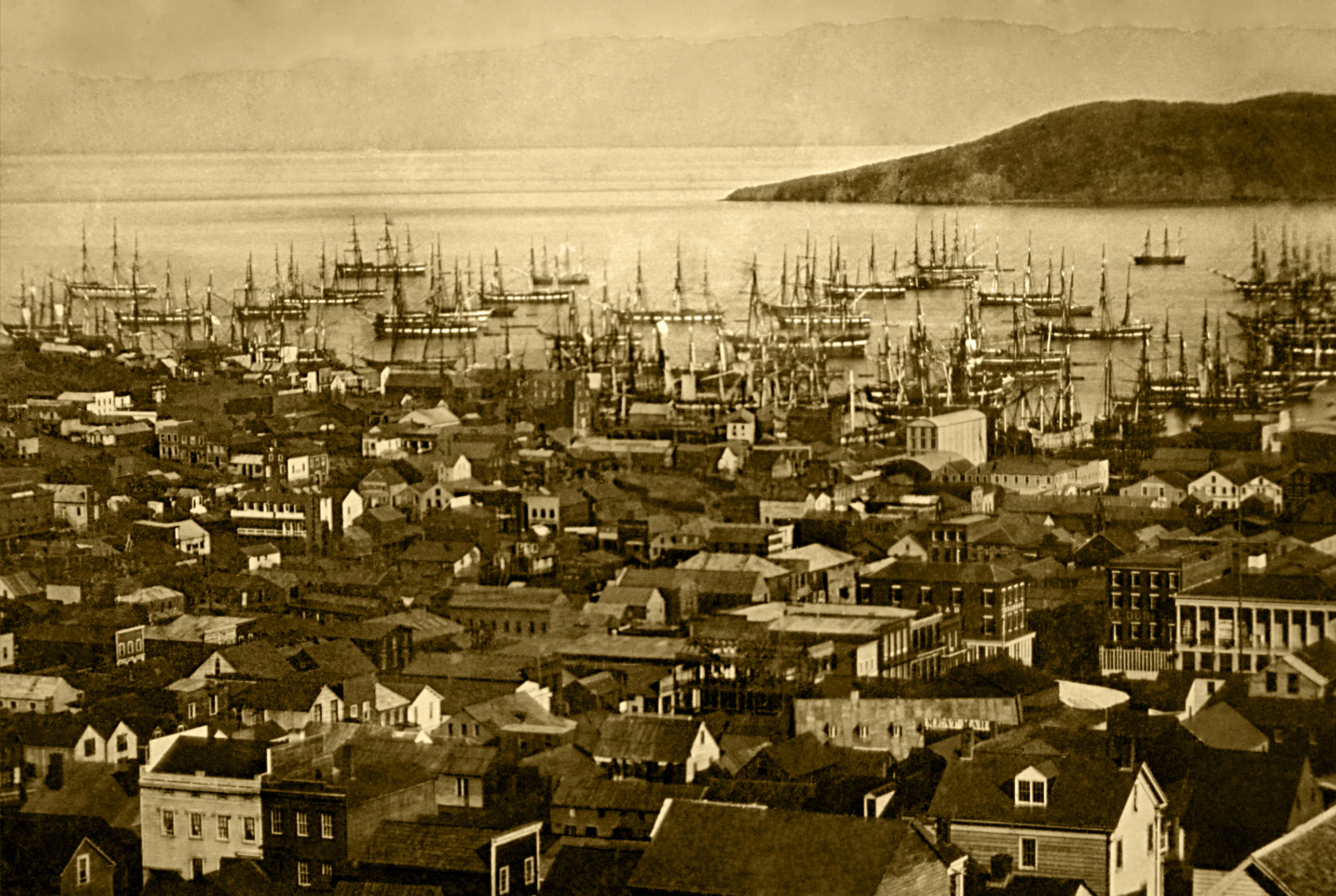
Haven van San Francisco rond 1850

Rond 3000 voor Christus werd de San Francisco Bay Area bewoond door een indianenstam, later de Ohlone genoemd.
Op 16 november 1542 zeilde Juan Rodríguez Cabrillo langs de kust nabij San Francisco en ontdekte de Farallonen. In 1575 strandde Sebastião Rodrigues Soromenho in Drakes Bay en eiste het land op voor Spanje. Hij noemde het Puerto (Haven) de San Francisco. Later, in 1579, strandde ook Sir Francis Drake in de baai. Hij eiste het land op voor Engeland en noemde het Nova Albion (Nieuw Engeland).
Pioniers, onder wie José Francisco Ortega, van een Spaanse expeditie geleid door Gaspar de Portolá ontdekten op 2 november 1769 de Golden Gate. Zeven jaar later, op 28 maart 1776 stichtte een andere Spaanse expeditie, geleid door Juan Bautista de Anza, het Presidio en vervolgens in juni van hetzelfde jaar de missiepost van San Francisco de Asís.
Begin negentiende eeuw ontstond ongeveer drie kilometer van het presidio het dorpje Yerba Buena (Goed Gras). Toen in 1846 de Mexicaans-Amerikaanse Oorlog begon, namen de Verenigde Staten een deel van Alta California in, waaronder Yerba Buena dat werd hernoemd naar San Francisco. De stad groeide explosief tijdens de Californische goldrush die begon in 1848.
In 1906 werd San Francisco getroffen door een zware aardbeving. Er vielen vermoedelijk enkele duizenden doden en veel gebouwen werden verwoest. De stad werd daarna snel en op grote schaal weer opgebouwd.
In de tweede helft van de twintigste eeuw ontwikkelde San Francisco zich tot een stad met alternatieve culturen. In de jaren zestig van de 20e eeuw werd de stad gezien als hippiehoofdstad van de wereld; met name de buurt Haight-Ashbury stond centraal in de hippiebeweging en werd daarom lokaal ook wel schertsend Hashbury genoemd. Raadslid Harvey Milk was in de jaren zeventig een van de eerste openlijk homoseksuele stadsbestuurders. Ook nu nog wordt San Francisco gezien als een paradijs voor homoseksuelen van de Verenigde Staten, omdat het een relatief homotolerante stad is.

## Geografie

### Topografie
San Francisco ligt op het Schiereiland van San Francisco aan de westkust van de Verenigde Staten. De stad ligt in de staat Californië, waar het de op drie na grootste stad is, gerekend naar inwonertal. In een straal van 50 km rondom San Francisco ligt de San Francisco Bay Area, een agglomeratie met 7 miljoen inwoners. De belangrijkste steden van de agglomeratie rondom San Francisco zijn: Berkeley, Oakland, Palo Alto, San Jose en de Silicon Valley.
In de Bay Area liggen voorts enkele natuurgebieden, zoals Muir Woods National Monument en Point Reyes National Seashore.

### Klimaat
San Francisco heeft een mediterraan klimaat. In januari is de gemiddelde temperatuur 10,6 °C, in juli is dat 15,1 °C. Jaarlijks valt er gemiddeld 500,6 mm neerslag (gegevens op basis van de meetperiode 1961–1990). San Francisco is vaak gehuld in een wazige mist. Deze mist is er mede voor verantwoordelijk dat de zomers in San Francisco uitermate koel zijn. De mist ontstaat doordat in het binnenland (Arizona, Nevada, Utah en dergelijke) de temperatuur in de zomer hoog oploopt. De warme lucht die hierdoor opstijgt wordt aangevuld door lucht vanaf zee – beter gezegd; vanaf de Grote Oceaan. Deze lucht is stukken kouder. De wisselwerking tussen koude en warme lucht zorgt onder andere voor mist en neerslag.
| Maand                  | jan   | feb  | mrt  | apr  | mei  | jun | jul | aug | sep | okt  | nov | dec  | Jaar  |
| ---------------------- | ----- | ---- | ---- | ---- | ---- | --- | --- | --- | --- | ---- | --- | ---- | ----- |
| Gemiddeld maximum (°C) | 13    | 16   | 16   | 17   | 18   | 19  | 19  | 19  | 21  | 21   | 18  | 14   | 17    |
| Gemiddeld minimum (°C) | 8     | 9    | 9    | 10   | 11   | 12  | 12  | 12  | 13  | 13   | 11  | 8    | 11    |
|                        |       |      |      |      |      |     |     |     |     |      |     |      |       |
| Neerslag (mm)          | 104,1 | 88,9 | 73,7 | 38,1 | 12,7 | 5,1 | 0   | 0   | 5,1 | 27,9 | 66  | 99,1 | 518,2 |
| Bron: Weatherbase      |       |      |      |      |      |     |     |     |     |      |     |      |       |

### Aardbevingen

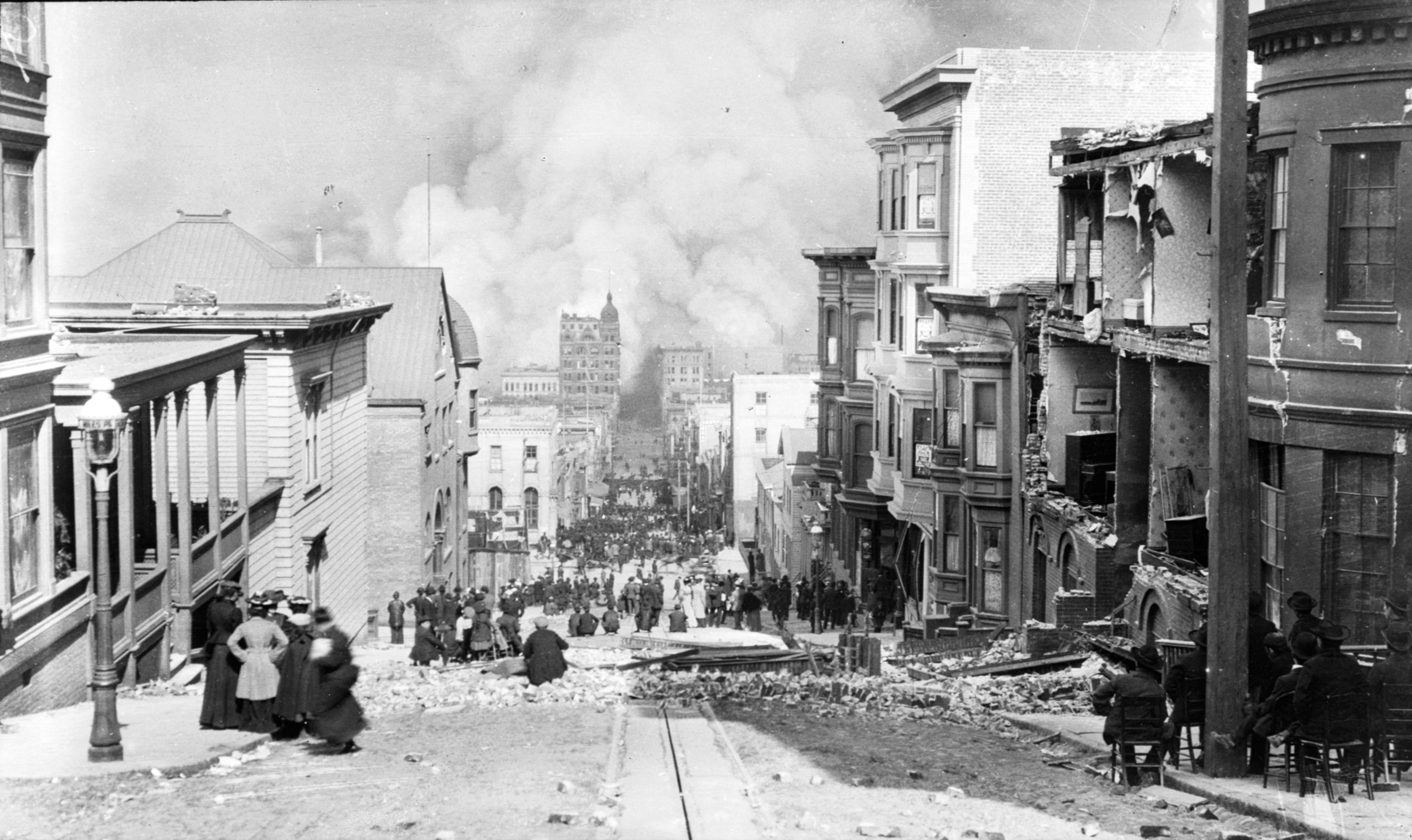
Schade en brand na de aardbeving van 1906

De stad ligt op de San Andreasbreuk, oorzaak van regelmatige (kleine en grote) aardbevingen. Op 18 april 1906 richtte een zware aardbeving grote schade aan in San Francisco. De meest algemeen geaccepteerde schatting van de magnitude van deze beving is 7,8 op de schaal van Richter. Andere schattingen variëren tussen 7,7 en 8,3. Er waren 3000 doden. De meeste schade werd aangericht door de brand die na de beving ontstond, mede als gevolg van het feit dat San Francisco al vroeg over aardgasleidingen beschikte. Honderd jaar later, op 18 april 2006, werd die gebeurtenis herdacht.
In 1989 werd de stad opnieuw door een grote aardbeving getroffen (circa 60 slachtoffers). De kans dat een dergelijke ramp de stad opnieuw treft blijft groot. Het kan nog vele jaren duren, maar een verwoestende aardbeving kan iedere dag toeslaan. Veel gebouwen zijn aardbevingsproof gemaakt, maar desondanks kan een aardbeving grote gevolgen hebben.

## Demografie

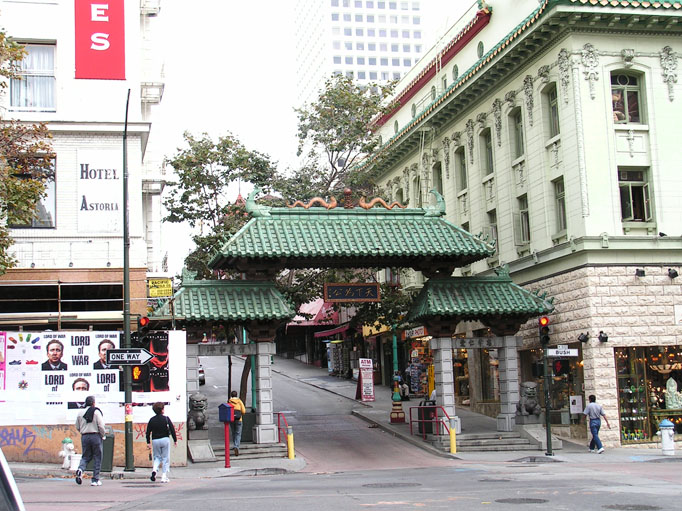
Toegangspoort tot Chinatown

Volgens de volkstelling van 2010 door het United States Census Bureau telde San Francisco 805.235 inwoners, een stijging van 3,7% ten opzichte van 2000, toen er 776.733 inwoners geteld werden. De bevolking van San Francisco groeit sinds de jaren 80. In de periode daarvoor, tussen 1950 en 1980, werden er bij de tienjaarlijkse volkstellingen dalingen vastgesteld. Volgens schattingen in 2012 had San Francisco op dat moment zo'n 826.000 inwoners.
De etnische samenstelling van de bevolking was in 2010 als volgt: 48,1% blank, 33,3% Aziatisch, 6,1% Afro-Amerikaans, 0,5% indiaans en 0,4% afkomstig van de eilanden in de Stille Oceaan. Daarnaast gaf 6,6% aan tot een ander ras te behoren en 4,7% tot twee of meer rassen te behoren. Als percentage van de gehele bevolking waren er 15,1% hispanics en latino's in San Francisco. Niet-hispanic blanken zijn goed voor 41,9% van de bevolking, waardoor San Francisco een stad is waar minderheden in de meerderheid zijn, alhoewel blanken nog steeds de grootste bevolkingsgroep vormen. De grootste etnische minderheid zijn de Chinezen (21,4%).
San Francisco, dat slechts een kleine oppervlakte beslaat, heeft een bevolkingsdichtheid van 6800 personen per km². Daarmee is het na New York de dichtstbevolkte grote stad van de Verenigde Staten. Voor de huisvesting van de bevolking werden grote concentraties wolkenkrabbers gebouwd. Critici duidden dit aan als Manhattanisering.
De stad vormt het traditionele hart van een grote agglomeratie en regio, de San Francisco Bay Area. De agglomeratie San Jose-San Francisco-Oakland telt meer dan 7 miljoen inwoners, waarmee het de vijfde metropoolregio van de VS is en de tweede van Californië, na Los Angeles.

## Bestuur en politiek

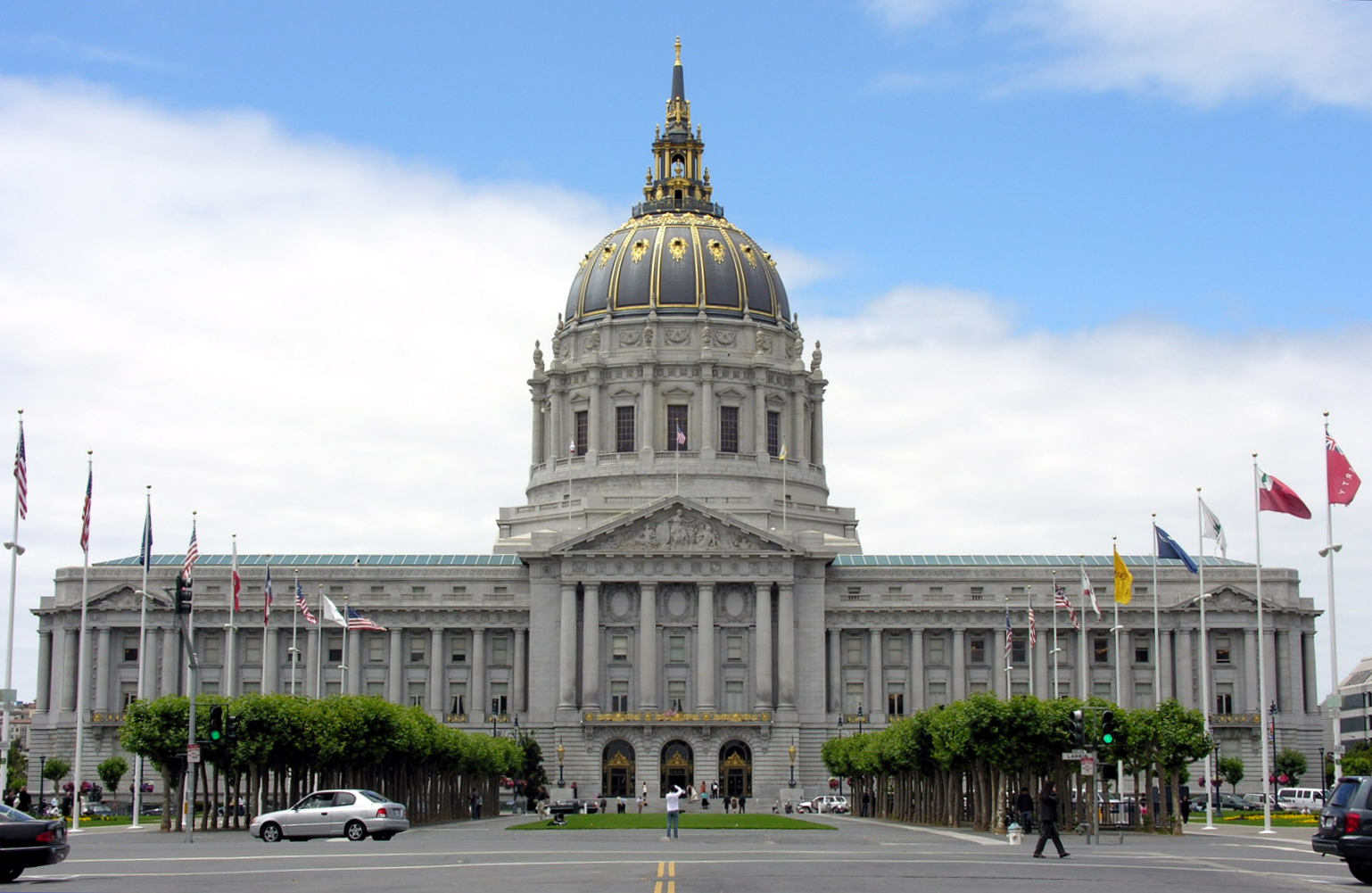
San Francisco City Hall

San Francisco is sinds 1856 een eengemaakte stad–county (consolidated city–county), dus het bestuursniveau van de stad en de county is samengevoegd. Dit is de enige plaats in de hele staat Californië waar dit gedaan is. De burgemeester is ook de uitvoerende macht van de county, en de Board of Supervisors functioneert ook als gemeenteraad, zetelend in het stadhuis van San Francisco.
De burgemeester van San Francisco is sinds 2025 Daniel Lurie. Elke burgemeester sinds 1964 was een Democraat. San Francisco staat bekend als een progressieve stad.

## Cultuur

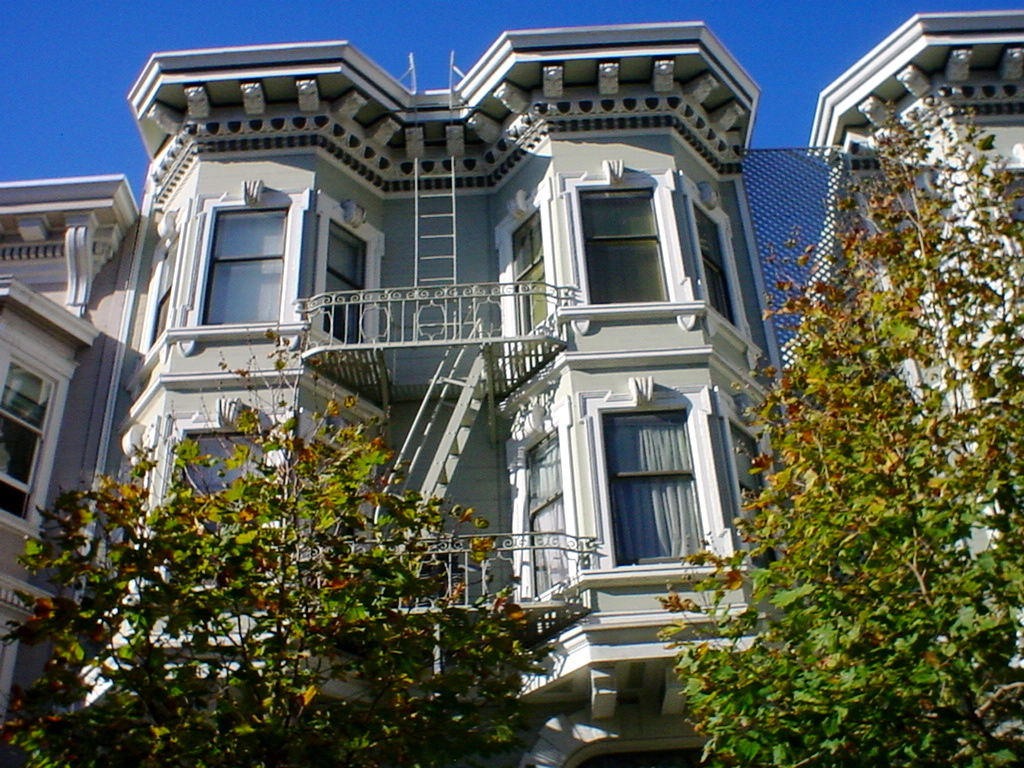
Victoriaans huis in San Francisco

In de jaren zestig heeft de stad zich universeel ontwikkeld tot een stad waar onderwerpen als drugs en seks niet worden ontweken. Dat is terug te zien in het werk van Armistead Maupin in een dagelijkse rubriek uit de krant The San Francisco Chronicle. De agglomeratie is de bakermat van bewegingen als Beatnik en de Hippies. Het rookbeleid in openbare ruimtes is erg streng. In 2005 werd roken zelfs verboden in parken.
De banden van San Francisco met Azië zijn belangrijk om de stad te kunnen begrijpen: de Chinese gemeenschap is een van de grootste van Noord-Amerika; San Francisco heeft na New York de grootste Chinese wijk van de Verenigde Staten. De stad heeft een zusterverband met Shanghai en heeft banden met de Aziatische cultuur ontwikkeld; het Museum van de Aziatische Kunst en de Japanse Tuin vallen onder de meest interessante van het Westen. In 1975 trok een tijdelijke expositie in San Francisco van Chinese archeologische vondsten 800.000 bezoekers in twee maanden.
Jaarlijks wordt in de maand mei het hardloopevenement Bay to Breakers georganiseerd, een evenement dat tienduizenden belangstellenden trekt.

### Bezienswaardigheden

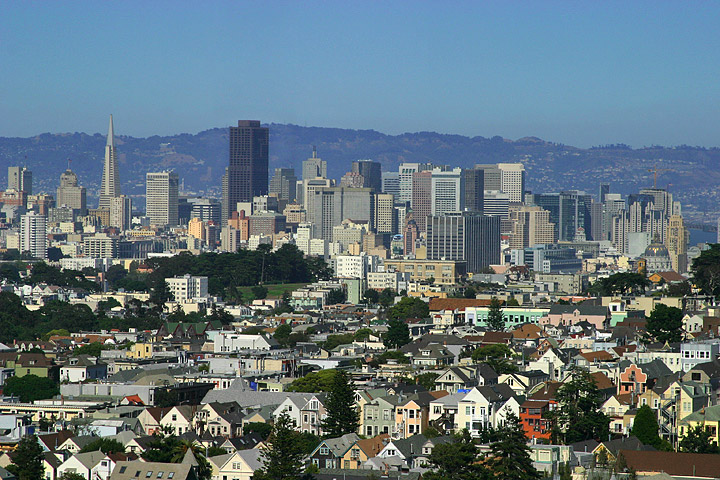
De skyline van San Francisco vanop Twin Peaks

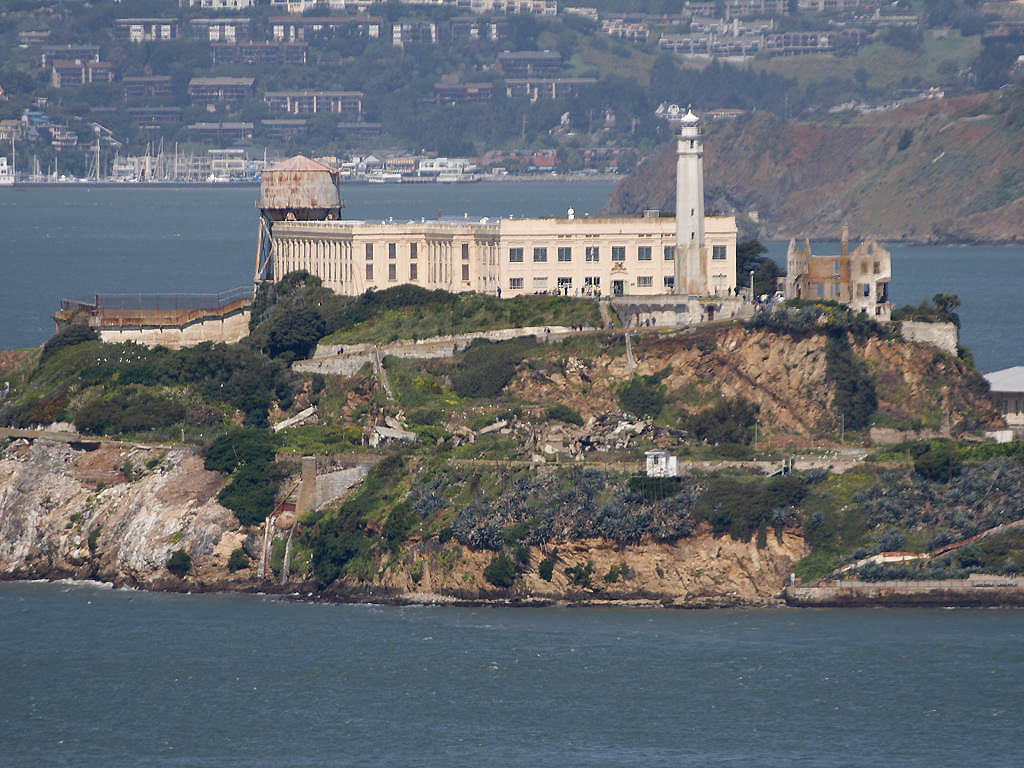
Alcatraz

Gebouwd op circa 43 heuvels, biedt deze stad een veelheid aan bezienswaardigheden:
- Golden Gate Bridge is een grote hangbrug die het schiereiland waarop San Francisco ligt met het noorden verbindt. De brug is hoog genoeg om grote zeeschepen de haven van San Francisco zonder problemen te laten bereiken;
- Het Presidio van San Francisco is nu een park en was een militair terrein. Op het terrein ligt ook Fort Point direct onder de Golden Gate Bridge;
- Twin Peaks, op Mount Davidson na de twee hoogste heuvels in San Francisco, met een panoramisch uitzicht over de stad;
- Fisherman's Wharf;
- Union Square;
- Alamo Square, met Victoriaanse huizen;
- Chinatown. San Francisco huisvest het op een na grootste Chinatown van Noord-Amerika. De wijk geldt als een van de topattracties van de stad;
- op het eiland Alcatraz was een bijzonder zwaar beveiligde gevangenis gevestigd, waar de grootste misdadigers werden opgesloten en waaruit naar men zegt nooit iemand levend is ontsnapt. Een van de bekendste gevangenen van het eiland was Al Capone. Drie gevangenen zijn ontkomen, maar of zij levend het vasteland hebben weten te bereiken is onbekend. Volgens de autoriteiten zijn ze verdronken, sluitend bewijs hiervoor is nooit gevonden. Kort na deze gebeurtenis is de gevangenis gesloten. De film Escape from Alcatraz gaat over deze gebeurtenis. Het eiland is een drukbezocht museum;
- San Francisco de Asís-missie, het oudste nog bestaande gebouw van San Francisco;
- Ferry Building;
- het stadhuis van San Francisco met zijn reusachtige koepel;
- Coit Tower;
- Transamerica Pyramid;
- Lombard Street, een van de bochtigste straten ter wereld;
- de zeeleeuwen bij Pier 39. Deze dieren liggen op drijvende pontons bij de pier, afhankelijk van het seizoen liggen er een tiental tot enkele honderden exemplaren.

### Musea

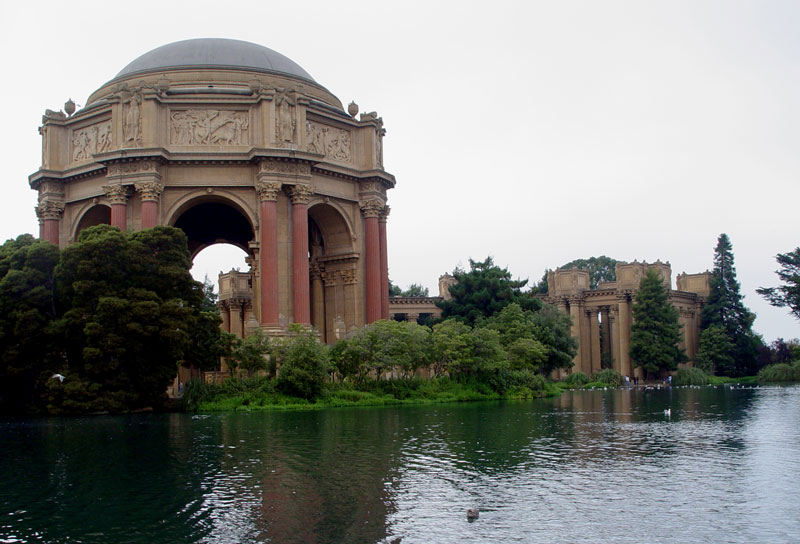
Palace of Fine Arts

Het rijke culturele leven heeft San Francisco onder andere te danken aan zijn musea.
Zo is er het Exploratorium, een museum met het thema wetenschap. Sinds 2013 is het Exploratorium gevestigd aan Pier 15 en 17, maar de oorspronkelijke locatie was bij het Palace of Fine Arts. Dit gebouw, in de stijl van een oude Romeinse koepel, is een van de weinige overblijfselen van de Panama-Pacific International Exposition in 1915.
De California Academy of Sciences bevindt zich in het Golden Gate Park. Dit is een museum en wetenschappelijk onderzoeksinstituut met een internationale reputatie, waar aquaria, natuurhistorische verzamelingen en een planetarium zijn te vinden.
In het civic center, in een gebouw dat in gebruik werd genomen in 1966, bevindt zich het Museum voor Aziatische kunst. Het museum herbergt ongeveer 15.000 voorwerpen uit Azië. Het grootste deel van de collectie is afkomstig van de miljonair Avery Brundage, die stierf in 1975. In 1989 werd een afdeling met Koreaanse kunst toegevoegd aan de collectie. Vanaf 20 maart 2003, na een grondige renovatie onder leiding van de Italiaanse architect Gae Aulenti, biedt het museum zijn collectie aan in een nieuw kader.
Ten slotte zijn er nog ander musea, zoals het Musée Mécanique in Fisherman's Wharf, het Fine Arts Museums of San Francisco – dat bestaat uit het M.H. de Young Memorial Museum en het California Palace of the Legion of Honor – en het San Francisco Museum of Modern Art.

### Muziek
Het San Francisco Jazz Festival vindt sinds 1982 plaats in de herfst.

## Verkeer en vervoer

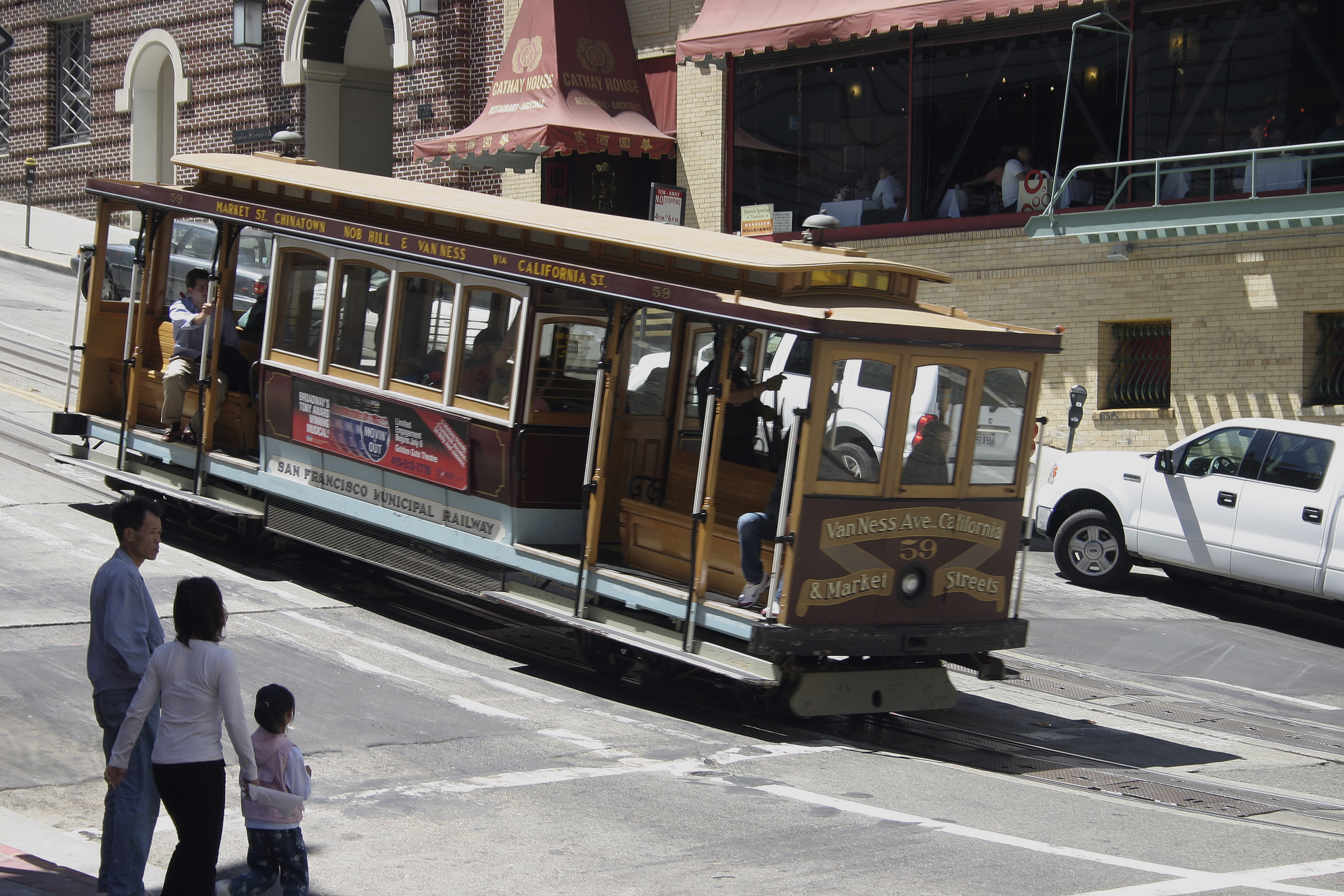
Een kabeltram

De publieke vervoersmaatschappij SF Muni baat een netwerk van metro- en tramlijnen uit, aangevuld met een busnetwerk. De heuvels in San Francisco zijn te steil om er een normale tram te laten rijden. Daarom rijden er cable cars (kabeltrams) die zich vastgrijpen aan kabels die door een sleuf tussen de rails onder de grond bewegen. In de vlakke straten rijden ook normale trams en sneltrams, waaronder trams van het historische type PCC-car op tramlijnen F Market & Wharves en E Embarcadero. De stad wordt met de omliggende zones verbonden door het Bay Area Rapid Transit (BART) lightrailnet.
De Golden Gate Bridge is een van de bekendste bruggen ter wereld en verbindt het Schiereiland van San Francisco met Marin County over de Golden Gate.
In San Mateo County, 21 km ten zuiden van de stad, ligt het vliegveld San Francisco International Airport. Het vliegveld ligt op een landwinningsgebied in de baai, vlak boven zeeniveau.

## Sport
San Francisco heeft vier sportclubs die uitkomen in een van de vier grootste Amerikaanse profsporten. Het gaat om:
- San Francisco Giants (honkbal)
- San Francisco 49ers (American football)
- Golden State Warriors (basketbal)
- Golden State Valkyries (vrouwen basketbal)

San Francisco was met het Stanford Stadium speelstad bij het WK voetbal in 1994.

## San Francisco in de volkscultuur

### Televisieseries in San Francisco

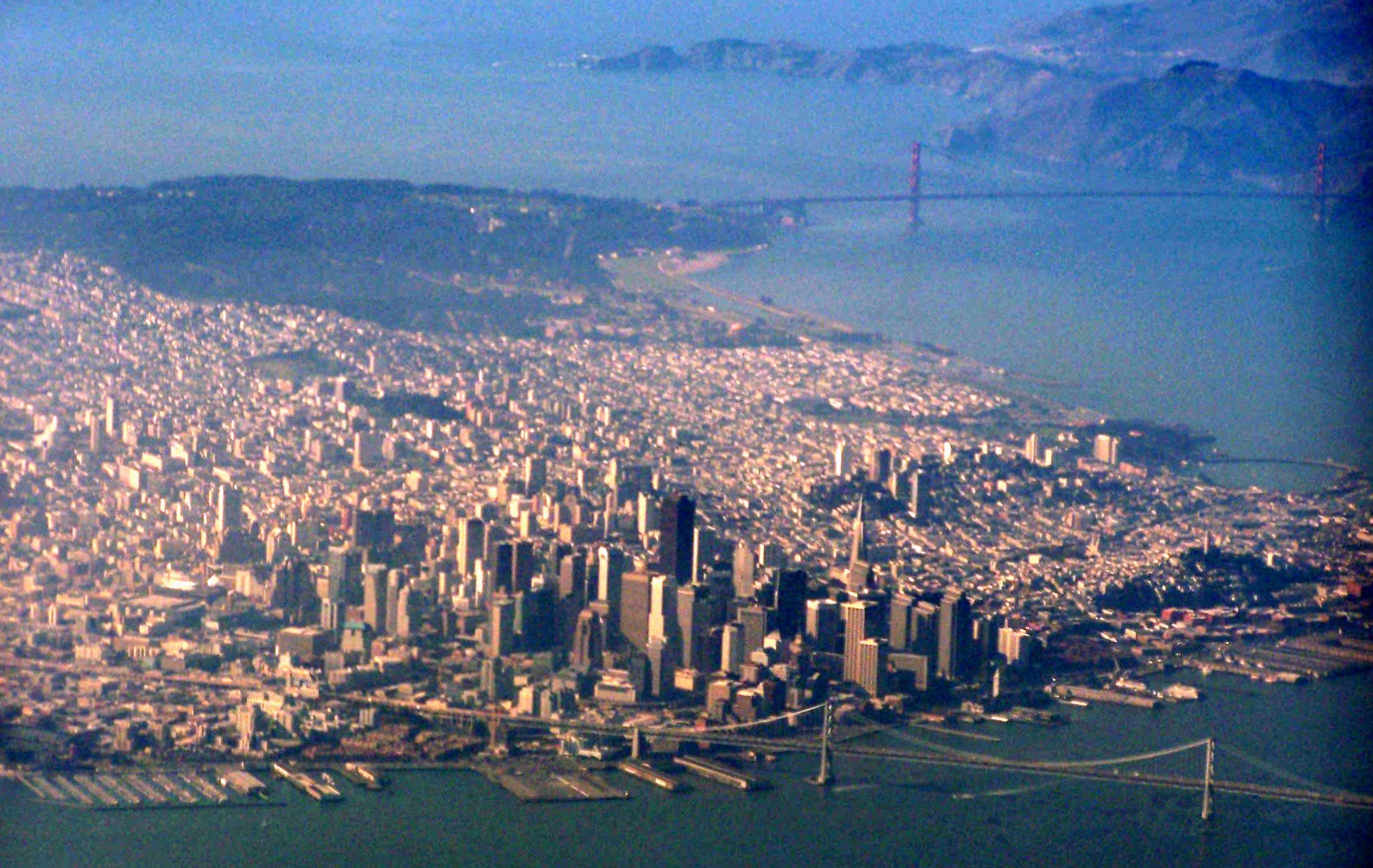
San Francisco vanuit de lucht

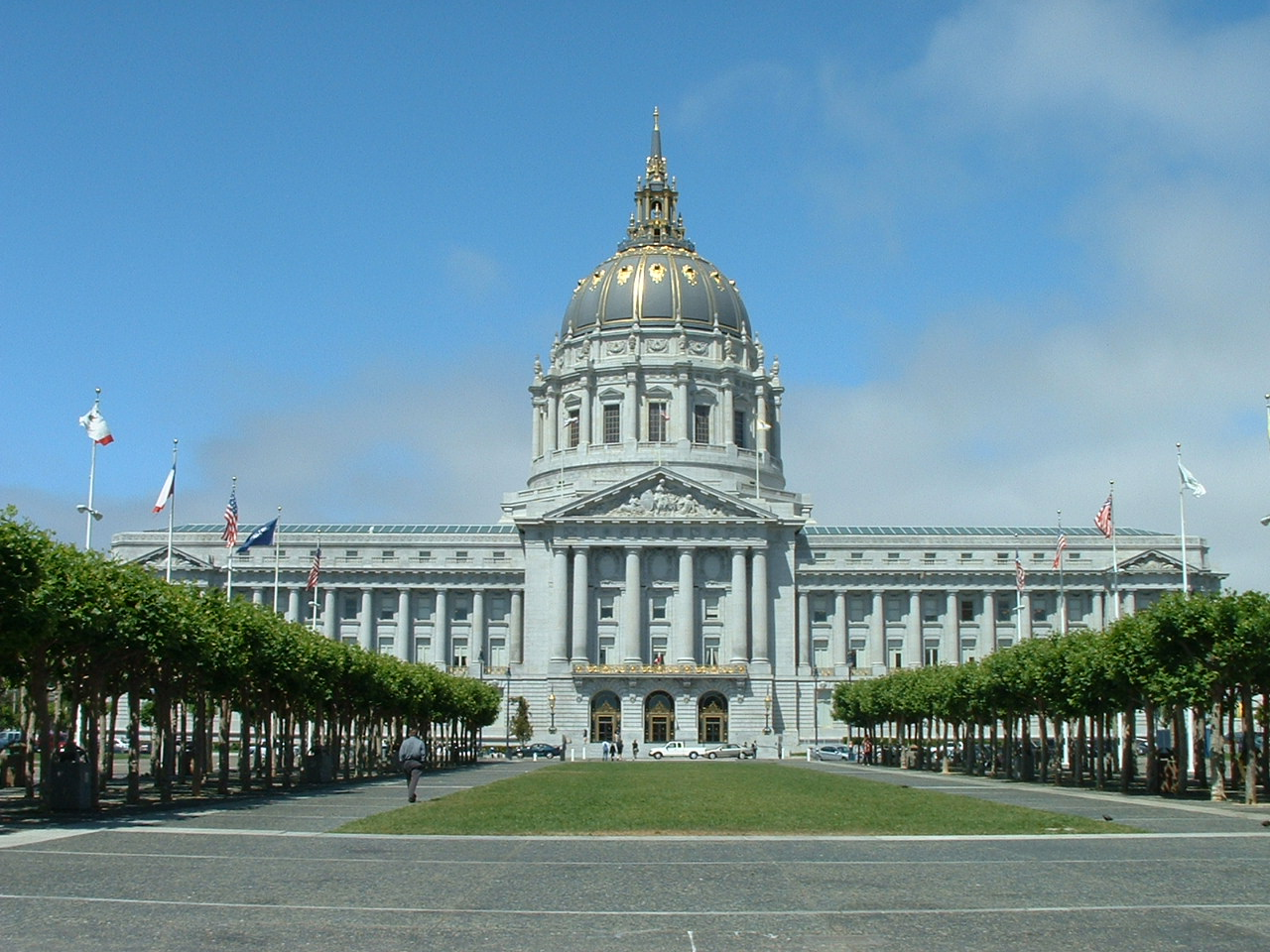
Stadhuis van San Francisco

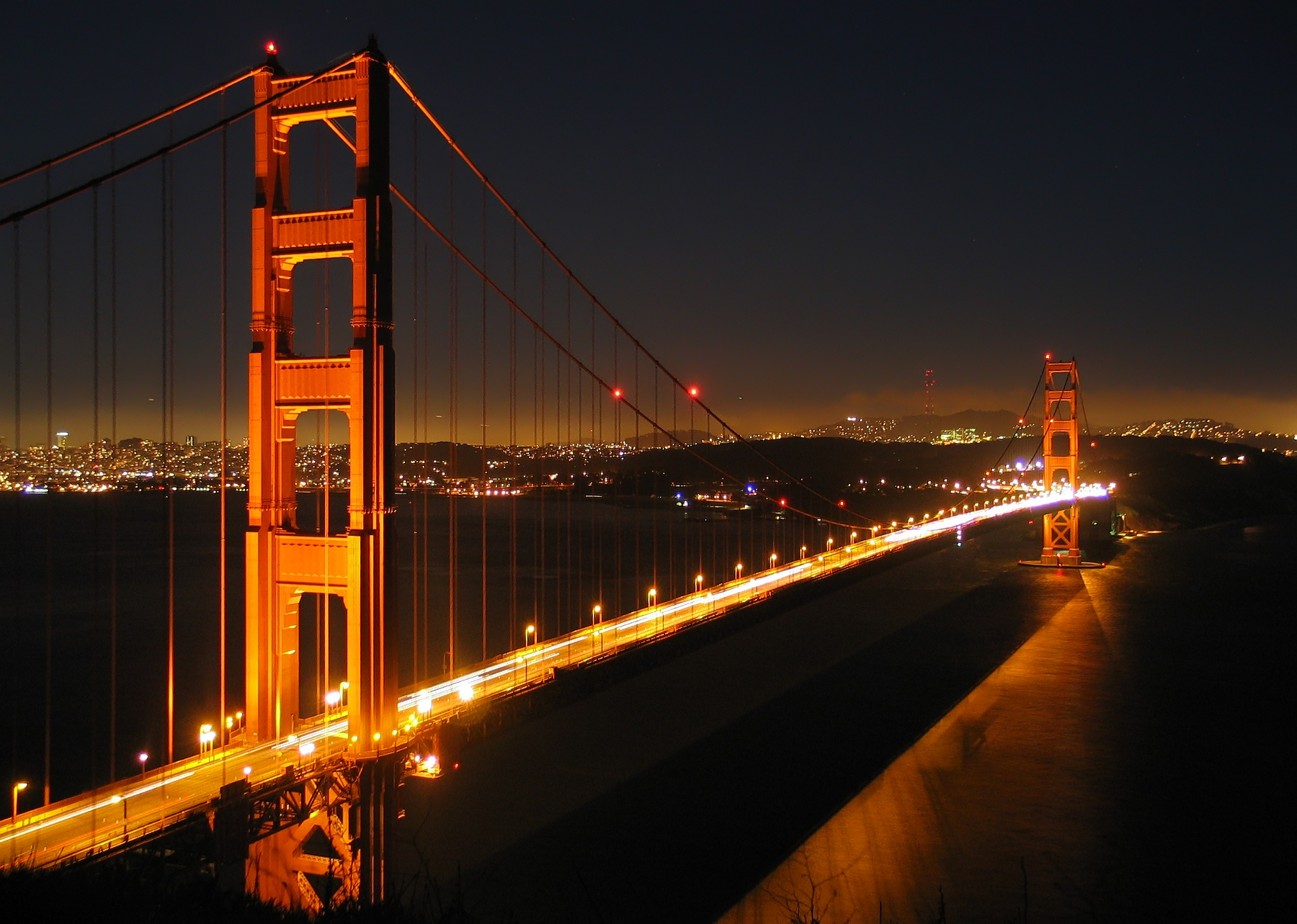
Golden Gate Bridge

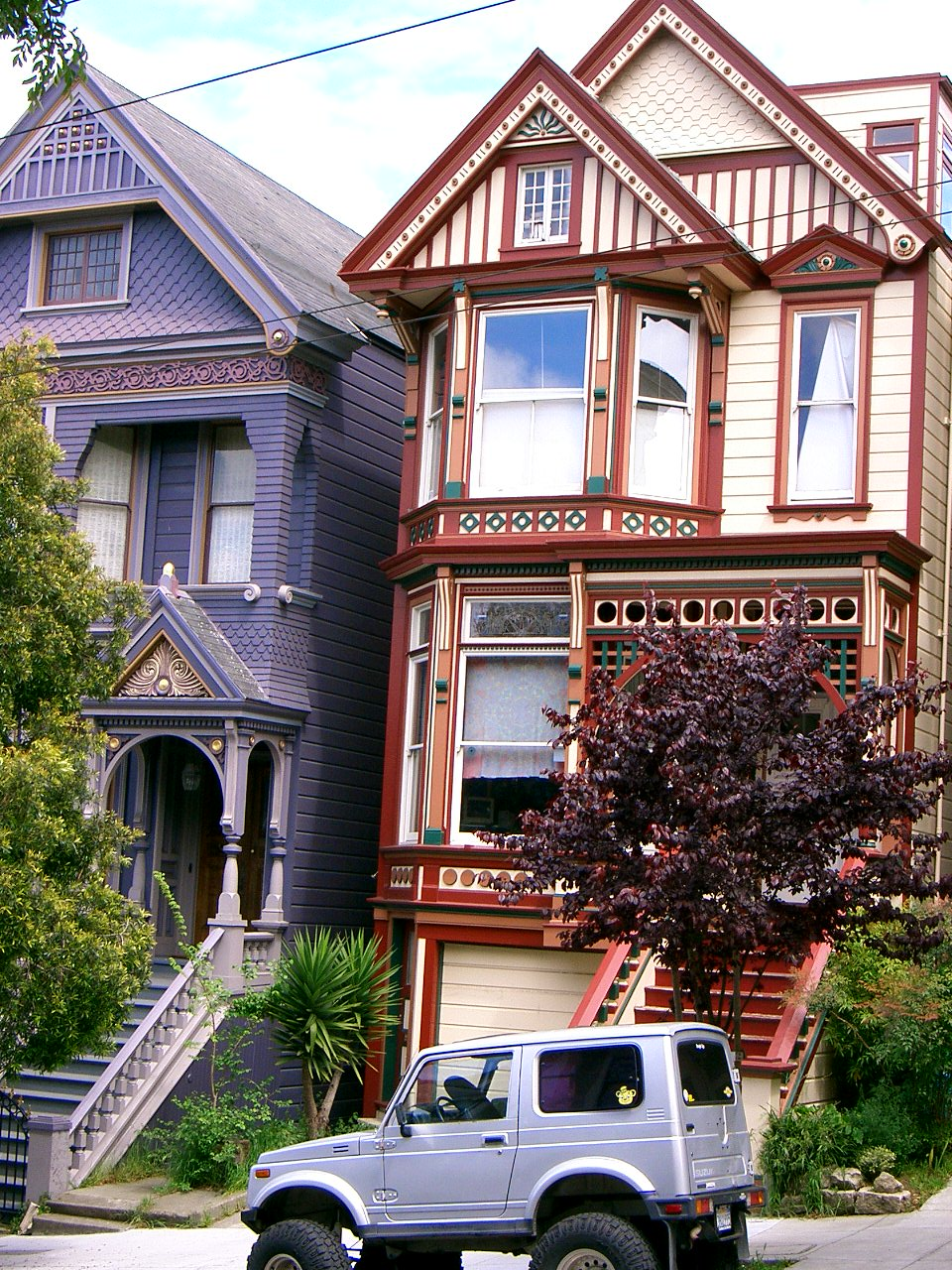
De Victoriaanse bouwstijl in San Francisco

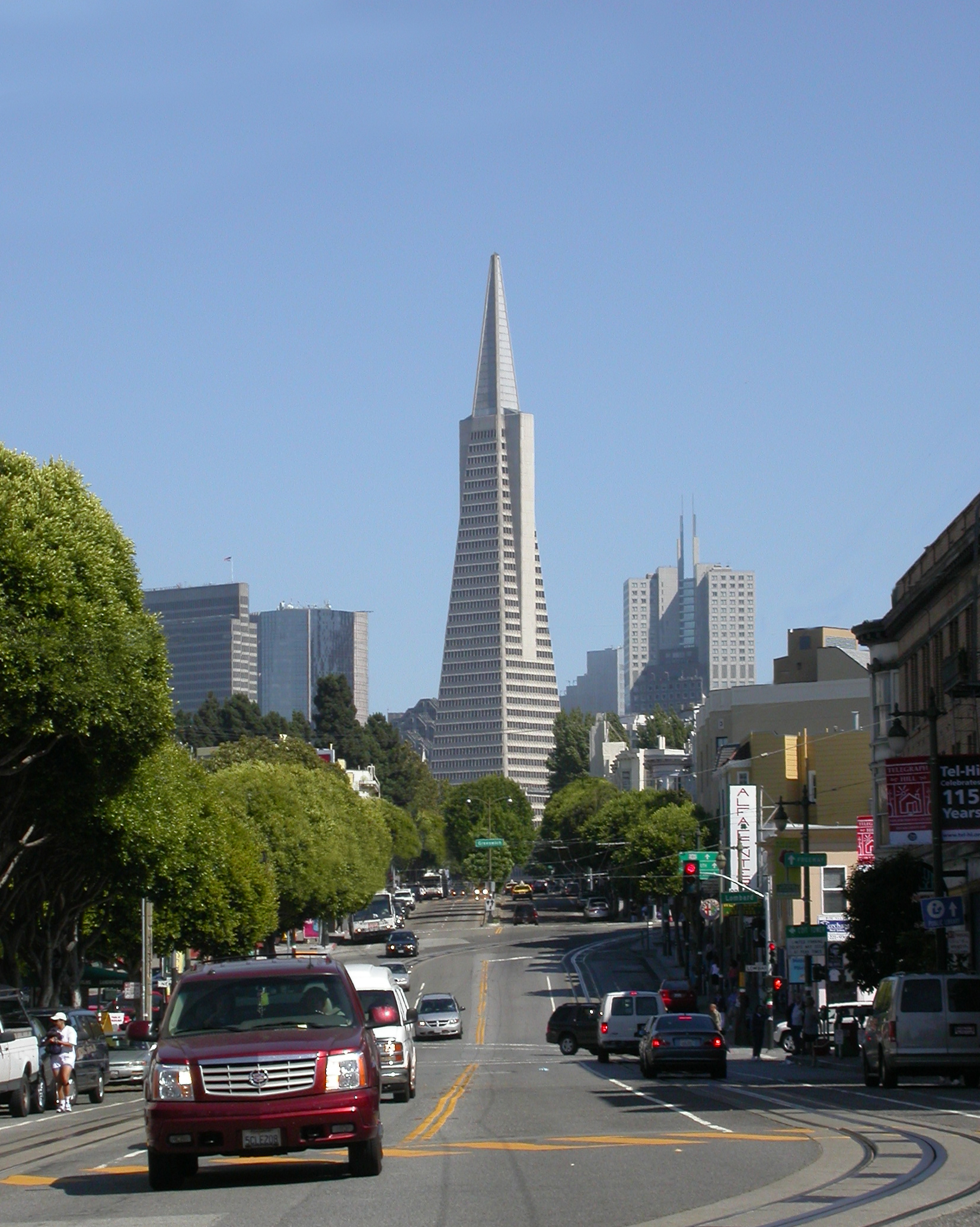
Transamerica Pyramid

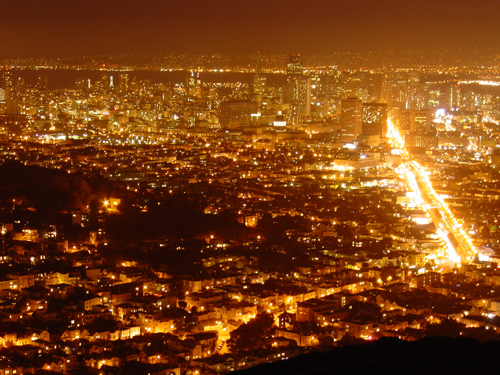
San Francisco, gezien vanaf Twin Peaks

Televisieseries die zich afspelen in San Francisco:
| - The Adventures of Brisco County, Jr. - A.N.T. Farm - Charmed - Dharma & Greg - Eli Stone - Full House - Fuller House - Ironside - Jackie Chan Adventures - Journeyman - Kindred: The Embraced - Monk - MythBusters | - Nash Bridges - Party of Five - Poltergeist: The Legacy - Presidio Med - Sense8 - Sliders - The Streets of San Francisco - Suddenly Susan - Tales of the City - That's So Raven - Too Close for Comfort - Trauma - Warrior |

### In San Francisco opgenomen films
- San Francisco, 1936, van W.S. Van Dyke met Clark Gable, Jeanette MacDonald, Spencer Tracy
- The Maltese Falcon, 1941, van John Huston met Humphrey Bogart en Peter Lorre
- Vertigo, 1958, van Alfred Hitchcock, met onder meer de Coit Tower, de Golden Gate Bridge en het Legion of Honor-museum
- The Birds, 1963, van Alfred Hitchcock met Rod Taylor en Suzanne Pleshette
- Good Neighbor Sam, 1964, van David Swift met Jack Lemmon en Romy Schneider
- The Graduate, 1967, van Walt Nichols met Anne Bancroft en Dustin Hoffman
- Bullitt, 1968, van Peter Yates, met Steve McQueen, Jacqueline Bisset, Robert Vaughn en Robert Duvall
- The Love Bug (1968), van Robert Stevenson
- Dirty Harry, 1971, van Don Siegel met Clint Eastwood. De sequels spelen zich eveneens af in San Francisco
- The Laughing Policeman, 1973, met Walter Matthau en Bruce Dern
- The Towering Inferno, 1974, met Steve McQueen en Paul Newman
- Herbie Rides Again, 1974, van Robert Stevenson
- Family Plot, 1976, van Alfred Hitchcock
- A View to a Kill, 1985, van John Glen met Roger Moore en Christopher Walken
- Star Trek IV: The Voyage Home, 1986, van Leonard Nimoy, met William Shatner, Leonard Nimoy, DeForest Kelley, James Doohan e.a., 4e speelfilm uit de Star Trek-reeks
- The Presidio, 1988, met Meg Ryan en Sean Connery
- Pretty Woman, 1989 met Richard Gere en Julia Roberts
- Basic Instinct, 1992, van Paul Verhoeven, met Michael Douglas en Sharon Stone
- Sister Act, 1992, van Emile Ardolino met Whoopi Goldberg, Bill Nunn en Maggie Smith
- Mrs. Doubtfire, 1993, van Chris Columbus met Robin Williams, Sally Field en Pierce Brosnan
- Sister Act 2: Back in the Habit, 1993, van Bill Duke met Whoopi Goldberg, James Coburn en Maggie Smith
- Copycat, 1995, van Jon Amiel
- The Net (gedeeltelijk), 1995, van Irvin Winkler met Sandra Bullock
- The Game, 1997, van David Fincher met Michael Douglas en Sean Penn
- Metro, 1998, met Eddie Murphy
- The Invisible Circus (gedeeltelijk), 2001, van Adam Brooks, met Jordana Brewster, Christopher Eccleston en Cameron Diaz.
- The Princess Diaries, 2001, van Garry Marshall met Julie Andrews en Anne Hathaway
- Sweet November, 2001, van Pat O'Connor met Keanu Reeves en Charlize Theron
- Hulk (gedeeltelijk), 2003, van Ang Lee, met Eric Bana, Jennifer Connelly, Sam Elliot en Nick Nolte.
- Some Kind of Monster, 2004, van Joe Berlinger en Bruce Sinofsky, met James Hetfield, Lars Ulrich, Kirk Hammett en Robert Trujillo, de documentaire toont het vallen en weer opstaan van de metalband Metallica voor, tijdens en na de opnames van hun album St. Anger.
- Just Like Heaven (2005) van Mark Waters met Reese Witherspoon.
- The Pursuit of Happyness (2006) van Gabriele Muccino met Will Smith.
- Zodiac (2007) van David Fincher met Jake Gyllenhaal en Robert Downey jr..
- Milk (2008) van Gus Van Sant met Sean Penn.
- The Five-Year Engagement (2012) van Nicholas Stoller met Jason Segel.
- Godzilla (2014) van Gareth Edwards met Aaron Taylor-Johnson, Ken Watanabe, Elizabeth Olsen en Bryan Cranston.
- San Andreas (2015) van Brad Peyton met onder anderen Dwayne Johnson. In deze film wordt de stad door een zware aardbeving verwoest.

#### Films over Alcatraz
De gevangenis van Alcatraz, die in de baai van San Francisco ligt, heeft meerdere filmmakers geïnspireerd. Films waarin de gevangenis voorkomt, zijn:
- Seven Miles from Alcatraz, 1942, van Edward Dmytryk, waarin twee gevangenen een ontsnappingspoging ondernemen
- Birdman of Alcatraz, 1962, van John Frankenheimer, met Burt Lancaster, is een gedramatiseerd verhaal over het leven van Robert Stroud, een gevangene ook wel bekend als "Birdman of Alcatraz", vanwege zijn leven met vogels
- Point Blank, 1967, van John Boorman, met Lee Marvin en Angie Dickinson. Dit was de eerste film die op locatie gefilmd werd na de sluiting van de gevangenis in 1963.
- Escape from Alcatraz, 1979, van Don Siegel, met Clint Eastwood, gebaseerd op de ontsnapping van 1962
- Murder in the First, 1995, met Christian Slater, Kevin Bacon en Gary Oldman, vertelt het verhaal over de marteling van een gevangene
- The Rock, 1996, van Michael Bay, waarin het verhaal zich om beurten afspeelt in San Francisco en op het eiland van de gevangenis van Alcatraz

### Liedjes over San Francisco
| - 5 Seconds of Summer, San Francisco - The Animals, San Franciscan Nights - Arctic Monkeys, Fakes Tales of San Francisco - Bee Gees, San Francisco - Tony Bennett, I Left My Heart in San Francisco - Vanessa Carlton, San Francisco - Cascada, San Francisco - Eric Clapton, San Francisco Bay Blues - Bill Cosby, Drive in San Francisco - PH Electro, San Francisco - The Flower Pot Men, Let's Go to San Francisco - Global Deejays, The Sound of San Francisco - Buddy Guy, Hello San Francisco - Johnny Hallyday, San Francisco - Richie Havens, San Francisco Bay Blues - John Lee Hooker, Frisco Blues - Chris Isaak, San Francisco Days - Janis Joplin, San Francisco Bay Blues - Journey, Lights | - Maxime Le Forestier, San Francisco - Julie London, I Left My Heart in San Francisco - The Mamas and the Papas, If You're Going to San Francisco - Henry Mancini, Streets of San Francisco - Dean Martin, I Left My Heart in San Francisco - Paul McCartney, San Francisco Bay Blues - Scott McKenzie, San Francisco - Quicksilver Messenger Service, Song for Frisco - Otis Redding, (Sittin' on) The Dock of the Bay - Hello Saferide, San Francisco - Frank Sinatra, I Left My Heart in San Francisco - Jill Sobule, San Francisco - Stereophonics, Have a Nice Day - Train, Save Me San Francisco - Village People, San Francisco - Roger Williams, I Left My Heart in San Francisco |

## Universiteiten en hogescholen
- Openbare universiteiten:

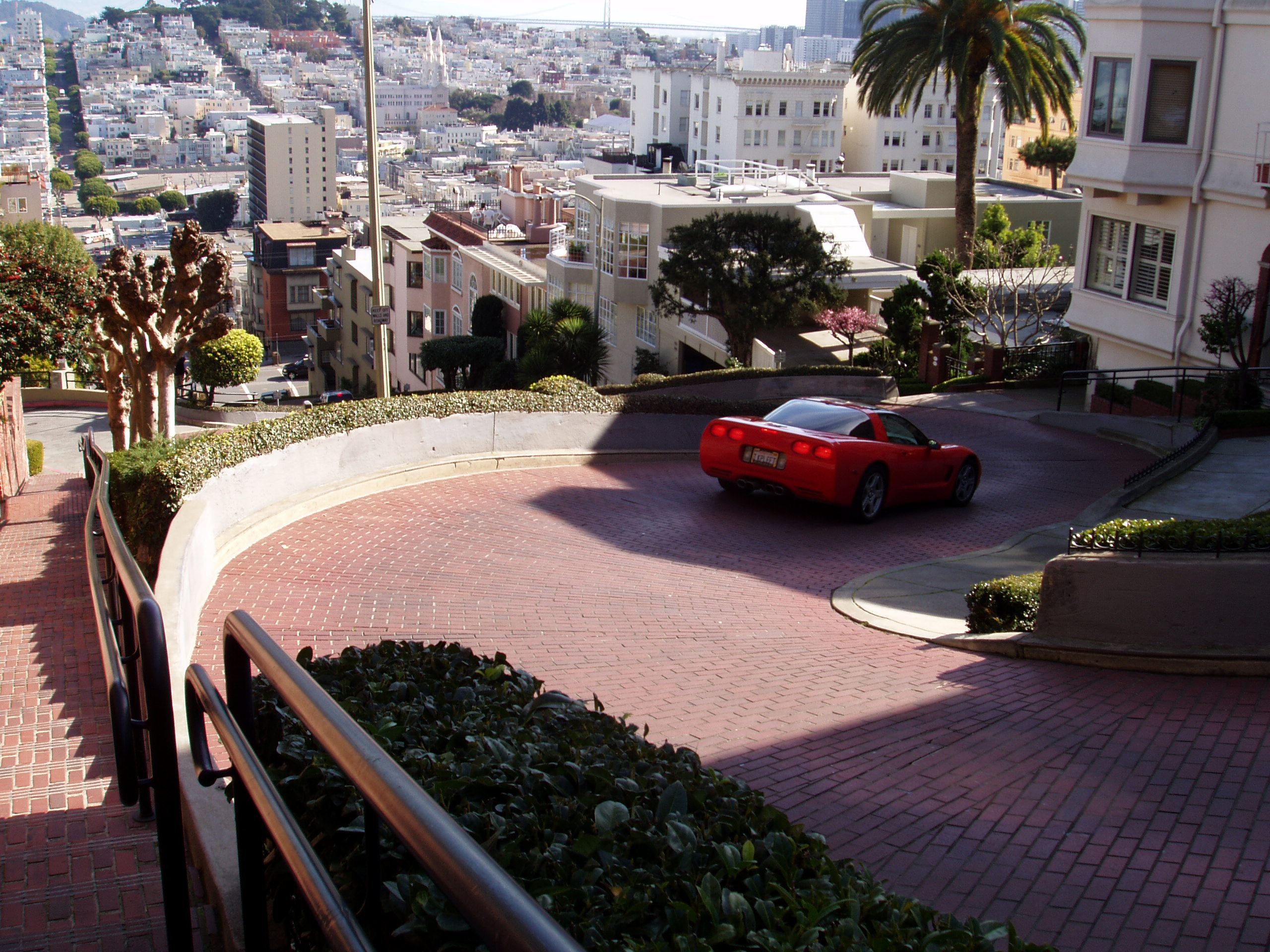
Lombard Street

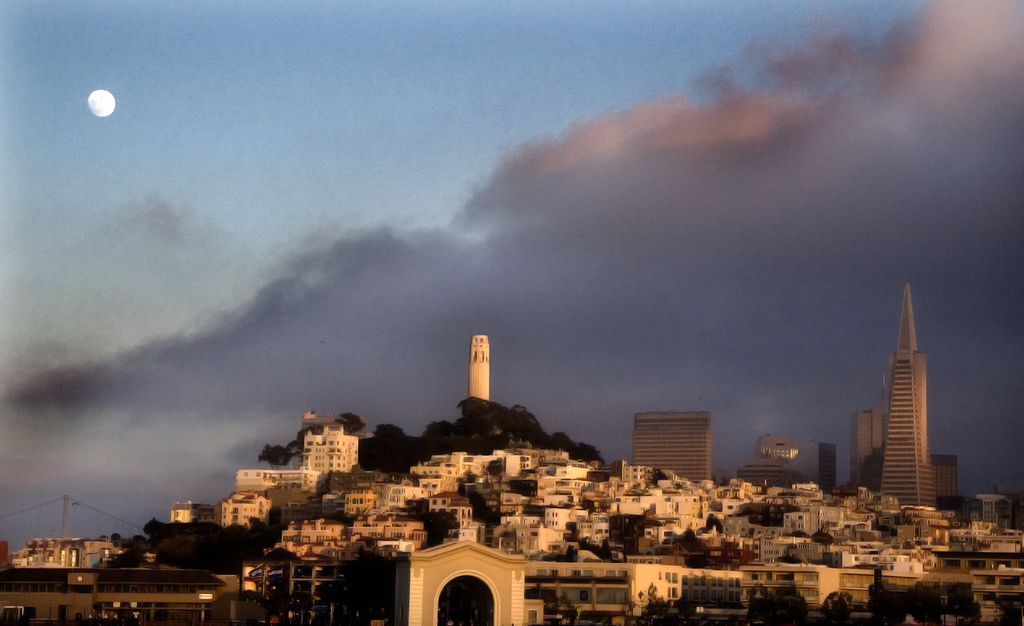
Telegraph Hill met de Coit Tower

  - Universiteit van Californië - San Francisco
  - City College of San Francisco
  - San Francisco State University
  - University of California, Hastings College of the Law
- Privé-universiteiten:
  - Academy of Art University
  - Alliant International University
  - Art Institute of California - San Francisco
  - Arthur A. Dugoni School of Dentistry
  - California College of the Arts
  - California Institute of Integral Studies
  - DeVry University
  - The Fashion Institute of Design and Merchandising (FIDM)
  - Golden Gate University
  - Heald College
  - New College of California
  - San Francisco Art Institute
  - San Francisco Conservatory of Music
  - San Francisco School of Digital Filmmaking
  - University of the Pacific
  - University of San Francisco
  - Wharton School of the University of Pennsylvania

N.B.: de Universiteit van Californië te Berkeley en de Stanford-universiteit liggen ook in de agglomeratie bij San Francisco.

## Trivia
- San Francisco is de stad waar de jeans werd geboren.
- De afkortingen Frisco en San Fran worden meestal gebruikt door toeristen en kunnen rekenen op ergernis bij bewoners van San Francisco. De enige lokaal geaccepteerde afkorting voor San Francisco is SF.[bron?]
- De stad San Francisco komt in het computerspel Grand Theft Auto: San Andreas terug onder de naam San Fierro.

## Stedenbanden
- Amsterdam (Nederland)
- Haifa (Israël)
- Ho Chi Minhstad (Vietnam)
- Manilla (Filipijnen)
- Krakau (Polen)
- Parijs (Frankrijk)
- Seoel (Zuid-Korea), sinds 1976
- Shanghai (China)
- Sydney (Australië)
- Taipei (Taiwan)
- Thessaloniki (Griekenland)
- Zürich (Zwitserland)

Voormalige zusterstad
- Osaka (Japan) 7 oktober 1957 – 2 oktober 2018[4]

## Plaatsen in de nabije omgeving
De onderstaande figuur toont nabijgelegen plaatsen in een straal van 16 km rond San Francisco.